# 콘스탄틴 바르부
콘스탄틴 바르부(Constantin Barbu, 1971년 5월 16일 ~ )는 루마니아의 전직 축구 선수이다. 현역 시절 포지션은 미드필더였다. K리그시절 등록명은 지안 (Jean)이었다.